# Боденвер
Боденвер (нім. Bodenwöhr) — громада в Німеччині, розташована в землі Баварія. Підпорядковується адміністративному округу Верхній Пфальц. Входить до складу району Швандорф.
Площа — 51,91 км2. Населення становить 4333 ос. (станом на 31 грудня 2020).